# 세노오 나오야
세노오 나오야(일본어: 妹尾 直哉, 1996년 8월 15일 ~ )는 일본의 축구 선수이다. 현재 J3리그의 반라우레 하치노헤에서 뛰고 있다.

## 구단 경력
그는 2015년부터 J리그의 감바 오사카, AC 나가노 파르세이루, 가이나레 돗토리, 반라우레 하치노헤에서 뛰었다.